# Bozóky Balázs
Bozóky Balázs (Budapest, 1981. november 26. –) magyar költő, író, műfordító, kritikus.

## Művei
- Regények //
- Dánia - naplóregény, 2004-12
- Hotel - kisregény, 2009 ISBN 978-963-39774-4-6
- A hét döfés - kisregény, 2022
- Covid-napló - kisregény, 2020-22
- Orvosbárók - beszélgetős könyv, 2023
- Verseskötetek //
- Moleskine - verseskötet, 2008-13
- Vágyakozás a szerelemre - verseskötet, 2013 ISBN 239-999-77879-2-5
- Haza vágyunk mind - verseskötet, 2014
- Az ölelés szimbolikája - verseskötet, 2014
- Varázshegy - verseskötet, 2015
- Ideahosszúlépés - verseskötet, 2016
- Szilaj gyönyör - verseskötet, 2016-17
- Nem adom a lelkem! - verseskötet, 2019
- Gyerek, játék - verseskötet, 2020
- Kimondom halkan: Isten - verseskötet 2020-21
- Tudod.. - verseskötet 2021-2022
- Nincs baj - verseskötet 2023
- Nyomorpornó - verseskötet 2024
- Novella publikációk //
- https://www.kiskegyed.hu/novella/balazs-bozoky-vanda/cpgbpxf
- https://ringmagazin.hu/2020/07/05/netto/
- Újbudai Dekameron ISBN 978-615-81041-2-8
- Ezredvég folyóirat
- A hetedik folyóirat
- Irodalmi folyóiratok //
- Országos Idegennyelvű Könyvtár - 2013
- Holnap - 2014
- Várad folyóirat, 2018 július, december,  2020 október http://epa.oszk.hu/00100/00181/00171/pdf/EPA00181_varad_2020_10_13-15.pdf
- Napút folyóirat - Charles Bukowski-versfordítások, 2012
- Napút folyóirat - saját versek, 2012 http://www.naputonline.hu/wp-content/uploads/2020/09/naput137.pdf
- Szofa.eu https://www.szofa.eu/iras/bozoky-balazs-versei
- Napút online http://www.naputonline.hu/2021/04/11/cedruscsokor-aprilis-tizenegyediken/
- A hetedik folyóirat https://www.ahetedik.com/szerzok/bozoky_balazs
- DunapArt magazin https://dunapartmagazin.hu/kategoria/szerzo/bozoky-balazs/
- SZIFonline https://www.szifonline.hu/kolteszet/2964-bozoky-balazs-versei-2024-10-22
- Népszava https://nepszava.hu/szerzo/bozoky-balazs
- Antológiák //
- Megbúvó csillagok 2. ISBN 978-963-8030-83-2
- Megbúvó csillagok 3. ISBN 978-963-8030-86-3
- Útszéli virágok ISBN 978-615-6191-65-6
- Újbudai Dekameron ISBN 978-615-81041-2-8
- Létvágytalanság ISBN 978-615-6543-00-4
- Így írunk mi 12. ISSN 2063-8124
- Ajtót nyitok a mára, Kalamáris kiadó ISBN 978-615-6213-25-9
- Abszurd és egyéb drámák //
- Amerika
- Csőgörény
- Engedd el!
- Ha Magyarországra jössz..
- Home office
- Ketrec
- London az esőben